# OSCAR 2
OSCAR 2 (ang. Orbiting Satellite Carrying Amateur Radio) – amerykański, amatorski sztuczny satelita Ziemi, drugi w historii po OSCAR 1.
OSCAR 2 został wystrzelony jako ładunek dodatkowy na rakiecie Thor Agena B, wraz z satelitą wywiadowczym CORONA 43. Rakieta i główny ładunek należały do Sił Powietrznych Stanów Zjednoczonych. OSCAR 2 był w budowie podobny do swojego poprzednika. Głównymi różnicami było:
- zmieniony materiał pokrywający statek, aby zapewnić lepsze chłodzenie jego wnętrza
- zmieniony układ rejestracji temperatury tak, aby można było ją mierzyć nawet przy wyczerpującej się baterii
- zmniejszenie mocy nadajnika do 100 mW (144,9830 MHz; tryb CW), w celu wydłużenia pracy baterii

Misja satelity trwała 18 dni. Liczba radioamatorów odbierających sygnały ze „swojego“ satelity była jeszcze większa niż w przypadku OSCARA 1.